# 中井和哉
中井 和哉（なかい かずや、1967年〈昭和42年〉11月25日 - ）は、日本の男性声優、ナレーター。兵庫県神戸市出身。青二プロダクション所属。代表作は『機動新世紀ガンダムX』（ウィッツ・スー）、『ONE PIECE』（ロロノア・ゾロ）、『銀魂』（土方十四郎）、『戦国BASARA』（伊達政宗）などがある。

## 経歴
小さい頃からアニメが好きであり、職業としての声優に興味を持っていた。富山敬、神谷明、森功至、山田康雄などは憧れだったという。
中学時代はバレーボールをしており、高校時代はアーチェリーを始める。中学時代は生徒会活動をしていた。高校は神戸市立工業高等専門学校に進学。
青二塾大阪校第11期卒。声優になる前は公務員として働いており、技術系の仕事をしていたが、25歳くらいの時に「一生このままでいいのか？」と一念発起して、働きながら土日などの休日を使い青二塾へ通う。入塾してからは、ナレーションにも興味を持つようになったという。
初仕事はCM。1995年にテレビアニメ『空想科学世界ガリバーボーイ』33話でデビュー。デビュー後すぐ、『機動新世紀ガンダムX』のウィッツ・スーなどを担当。その後もナレーションの勉強を続けていたが、『ONE PIECE』のロロノア・ゾロへの抜擢をきっかけに、アニメやゲームの声優として活躍するようになった。現在では情報・報道番組などを中心に多くのナレーションを担当している。
2011年、第5回声優アワードにて「助演男優賞」を受賞。

## 人物・特色
趣味はドライブ。普通自動車運転免許を有する。特技は測量、アーチェリー。『ファイナルファンタジーX』では球技選手であるワッカを演じたが、自身もバレーボールの経験がある。
好きなスイーツは柏餅。
「犬は忠実だから」との理由で元々犬派だったが、犬の散歩中に子猫を拾い、飼い始めてから猫も溺愛している。
声優としては、多数のアニメ、ゲーム、CDドラマに出演しており、テレビのナレーションにも多数出演している。
役柄としてはクールな二枚目キャラクターや荒々しい役を演じることが多い。剣士や侍など刀を扱うキャラクターを演じる機会が多い。しかし先端恐怖症で刃物が苦手という。役柄については様々なものを演じてみたいと考えており、やったことのない意外な役との出会いを求めている。関西出身だが関西弁のキャラクターを演じることは苦手としている。

### エピソード
スーパー戦隊シリーズでは『特捜戦隊デカレンジャー』『炎神戦隊ゴーオンジャー』『宇宙戦隊キュウレンジャー』にレギュラー出演している。『デカレンジャー』では稲田徹がヒーロー役を演じたことを羨ましく思っており、『キュウレンジャー』でヒーロー役となったことにとても喜びを感じていた。
『ONE PIECE』のオーディションに備え原作を読んだ時、「絶対ゾロをやりたい」と思い、実際にゾロ役に決まった。妻はサンジ役を希望していたが、後に中井本人は「サンジは声のイメージ的なものを含めて、自分にはできなかったと思う」と語っている
。ちなみに、中井がゾロ役を射止めたオーディションには、ナミ役を担当することになる岡村明美がいた。
ゾロについて中井は、「麦わらの一味の中では、唯一ルフィを立てることを意識している人物」「誰か仕える人がいてこその存在」と評している。また、「かっこいいところと方向音痴なところの両方があってのゾロだけど、5.1対4.9でかっこよさの方が勝っていないとダメ」とも話している。
「ドレスローザ編」で「もっと悪い感じでゾロを演じてほしい」と演出スタッフに指示をされたときは戸惑ったという。中井はこれについて「『敵を前にしたときの不敵な感じを前面に出して』という指示」だったと後に話している。
中井は後に、ナミの過去が明らかになる「アーロンパーク編」での、ナミがルフィに助けを求める場面について「喫茶店でこのエピソードを読んだんですが、滂沱の涙を流したことを覚えています」と語っている。また、このエピソードを基にしたテレビスペシャル『ONE PIECE エピソードオブナミ 〜航海士の涙と仲間の絆〜』（2012年8月25日放送）の公開記者会見では、「ミホークに負けるという挫折を味わったゾロが、『もう二度と負けるものか』という再起の中にいる段階の作品」「ゾロは何度も挫折して、そこから這い上がってきた男。初めての挫折から立ち上がっているゾロの姿を見ると、『こういう気持ちだった』と思い返せます」と語っている。
ゾロ役を演じるようになったことで「中井=剣士」というイメージが確立され、それ以来中井本人は先端恐怖症なのにもかかわらず剣士役のオファーばかりが来るようになった。

## 出演
太字はメインキャラクター。

### テレビアニメ
1995年
- 空想科学世界ガリバーボーイ（サイ）
- ご近所物語（男子生徒）

1996年
- キテレツ大百科（警官）
- 機動新世紀ガンダムX（ウィッツ・スー）
- ゲゲゲの鬼太郎（第4作）（1996年 - 1998年、店員、油すまし、ヤクザC、山しょう、三池、アササボンサン、役場の人B）
- 地獄先生ぬ〜べ〜（若い男、男）
- 逮捕しちゃうぞ（若造、男）
- ドラゴンボールGT（兵士B、村人）
- 美少女戦士セーラームーンセーラースターズ（浅沼一等）

1998年
- マスターモスキートン'99（副操縦士）
- まもって守護月天!（理科の先生）
- ロードス島戦記-英雄騎士伝-（レオナー）
- 遊☆戯☆王（男子生徒）

1999年
- 人形草紙あやつり左近（北村浩二）
- 神八剣伝（マロ）
- 週刊ストーリーランド（犯人）
- 星方天使エンジェルリンクス（セルジュ）
- Bビーダマン爆外伝V（コンビボン）
- ポケットモンスター（1999年 - 2001年、モリオ、シンタロー）
- ONE PIECE（1999年 - 、ロロノア・ゾロ、クンフージュゴン、ピエール、ジゴロウ、ヤギゴリラゾンビ、サルデス、ドリップ〈偽サンジ〉、ヌストルテ 他）

2001年
- スターオーシャンEX（蛇男）
- ののちゃん（レバニラ）
- はじめの一歩（記者、リングアナ、テスト会場の青年）
- HELLSING（ヤン・バレンタイン）
- 魔法戦士リウイ（番頭）
- RUN=DIM（宮内眞平）

2002年
- 藍より青し（鈴木）
- 機動戦士ガンダムSEED（マルキオ導師 他）
- キン肉マンII世（ハンゾウ）
- 十二国記（凱之、蛛枕）
- ポケットモンスター サイドストーリー（ポケモン監察官）
- 炎の蜃気楼（浅岡慎也）
- 名探偵コナン（小手川峻）

2003年
- スクラップド・プリンセス（ガリル・シヴィリアン、ソコム・アーティラリイ）
- 釣りバカ日誌（麺三郎）
- BPS バトルプログラマーシラセ（白瀬慧）
- ボボボーボ・ボーボボ（2003年 - 2004年、ケセランパセラン、筆箱）

2004年
- 犬夜叉（星黄泉）
- SDガンダムフォース（ガンダイバー）
- グレネーダー 〜ほほえみの閃士〜（虎島弥次郎）
- サムライガン（松崎春海）
- サムライチャンプルー（ムゲン）
- それいけ!ズッコケ三人組（八谷勝平、アナウンサー）
- ブラック・ジャック（先生、ゴリ）
- RAGNAROK THE ANIMATION（イルガ）

2005年
- IGPX（リバー・マルケ）
- 韋駄天翔（フレディ伯爵）
- 陰陽大戦記（鷹宮ハヤテ）
- ガン×ソード（ドミンゴ）
- トリニティ・ブラッド（トレス・イクス）
- ノエイン もうひとりの君へ（カラス、ノエイン、五年後のユウ）

2006年
- 銀魂（2006年 - 2018年、土方十四郎 / 土方X子） - 5シリーズ
- 獣王星（ザギ）
- ディノブレイカー（ザバ＝ガン）
- デジモンセイバーズ（ガオモン / ガオガモン / マッハガオガモン / ミラージュガオガモン）
- DEATH NOTE（2006年 - 2008年、模木完造、良チン） - 1シリーズ + 特別編
- 働きマン（菅原文哉）
- ポケットモンスター ダイヤモンド&パール（2006年 - 2010年、ナオシ）
- xxxHOLiC（2006年 - 2008年、百目鬼静、百目鬼遙） - 2シリーズ

2007年
- キスダム -ENGAGE planet-（ガルナザル）
- ゲゲゲの鬼太郎（第5作）（2007年 - 2008年、目目連、哲也）
- D.Gray-man（ゴズ）
- のだめカンタービレ（江藤耕造）
- ブーンドックス（ギャングスタリシャス）

2008年
- 屍姫 赫（萩野）
- 西洋骨董洋菓子店 〜アンティーク〜（誘拐犯、初老の男）
- NARUTO -ナルト- 疾風伝（フリド）
- はたらキッズ マイハム組（ハムパン）
- 魔人探偵脳噛ネウロ（伊原則之）
- 無限の住人（凶戴斗）

2009年
- 明日のよいち!（鷲津涼）
- アスラクライン（加賀篝隆也） - 2シリーズ
- キディ・ガーランド（トーチ）
- こんにちは アン 〜Before Green Gables（アラン）
- 地獄少女 三鼎（都筑欣也）
- 07-GHOST（カツラギ）
- 戦国BASARA（2009年 - 2014年、伊達政宗） - 3シリーズ
- 戦場のヴァルキュリア（ザカ）
- テガミバチ（2009年 - 2011年、ジギー・ペッパー） - 2シリーズ
- ねぎぼうずのあさたろう（番頭）
- 鋼の錬金術師 FULLMETAL ALCHEMIST（2009年 - 2010年、マイルズ、ブリッグズ兵）
- 初恋限定。（武居源五郎）
- WHITE ALBUM（田丸）
- ミチコとハッチン（ジュニーニョ）

2010年
- さらい屋 五葉（仙吉）
- 伝説の勇者の伝説（レファル・エディア）
- デュラララ!!（丸岡銀次郎）

2011年
- 青の祓魔師（2011年 - 2025年、勝呂竜士） - 5シリーズ
- ちはやふる（2011年 - 2020年、木梨浩） - 3シリーズ
- 日常（ナレーション）
- へうげもの（伊達政宗）
- 放浪息子（税所学）
- よんでますよ、アザゼルさん。（2011年 - 2013年、サラマンダー） - 2シリーズ
- リングにかけろ1 世界大会編（テーセウス）

2012年
- イクシオン サーガ DT（セングレン）
- 頭文字D Fifth Stage（池田竜次）
- 黒子のバスケ（2012年 - 2015年、今吉翔一） - 3シリーズ / 2016年に『ウインターカップ総集編』劇場上映
- CØDE:BREAKER（旧CODE:01）
- シャイニング・ハーツ 〜幸せのパン〜（ディラン）
- 好きっていいなよ。（黒沢大地）
- BRAVE10（根津甚八）
- ONE PIECE エピソードオブナミ 〜航海士の涙と仲間の絆〜（ロロノア・ゾロ）
- ONE PIECE エピソードオブルフィ 〜ハンドアイランドの冒険〜（ロロノア・ゾロ）

2013年
- ダンガンロンパ 希望の学園と絶望の高校生 The Animation（大和田紋土）
- トリコ×ONE PIECE×ドラゴンボールZ 超コラボスペシャル!!（ロロノア・ゾロ）
- 幕末義人伝 浪漫（浪漫）
- ONE PIECE エピソードオブメリー 〜もうひとりの仲間の物語〜（ロロノア・ゾロ）

2014年
- アルドノア・ゼロ（鞠戸孝一郎） / 2025年に総集編『アルドノア・ゼロ（Re+）』劇場上映
- スペース☆ダンディ（ドルフ）
- ノブナガ・ザ・フール（アレクサンダー）
- ヒーローバンク（兼丸フクタ）
- 魔法戦争（鷲津吉平）
- ブレイク ブレイド（ボルキュス）
- ONE PIECE “3D2Y” エースの死を越えて! ルフィ仲間との誓い（ロロノア・ゾロ）

2015年
- ガンダム Gのレコンギスタ（キア・ムベッキ）
- 血界戦線（2015年 - 2017年、ザップ・レンフロ） - 2シリーズ
- 攻殻機動隊 ARISE ALTERNATIVE ARCHITECTURE（ボーマ）
- ゴッドイーター（ソーマ・シックザール）
- デス・パレード（たかし）
- ドラゴンボール超（タゴマ）
- みんな集まれ!ファルコム学園SC（ファルコムマン）
- ONE PIECE 〜アドベンチャー オブ ネブランディア〜（ロロノア・ゾロ、キノコンダ）
- ONE PIECE エピソードオブサボ 〜3兄弟の絆 奇跡の再会と受け継がれる意志〜（ロロノア・ゾロ）

2016年
- ガーリッシュナンバー（九頭P）
- ジョーカー・ゲーム（福本）
- 美男高校地球防衛部LOVE!LOVE!（聖夜一人）
- マギ シンドバッドの冒険（ナレーション）
- ONE PIECE 〜ハートオブゴールド〜（ロロノア・ゾロ）

2017年
- ALL OUT!!（桜廉平）
- 悪魔バスター★スター・バタフライ（オムニトラクサス・プライム）
- 境界のRINNE（聖霊）
- 妖怪アパートの幽雅な日常（深瀬明）
- ONE PIECE エピソードオブ東の海 〜ルフィと4人の仲間の大冒険!!〜（ロロノア・ゾロ）
- カイトアンサ（矢川来道）
- 将国のアルタイル（バラバン）

2018年
- ポチっと発明 ピカちんキット（2018年 - 2019年、エイジ父）
- BORUTO-ボルト- NARUTO NEXT GENERATIONS（2018年 - 2019年、大筒木ウラシキ）
- ONE PIECE エピソードオブ空島（ロロノア・ゾロ、ピエール）
- 邪神ちゃんドロップキック（長髪）
- 学園BASARA（伊達政宗）
- ゴールデンカムイ（若き永倉新八）
- 転生したらスライムだった件（2018年 - 2024年、ラプラス） - 3シリーズ

2019年
- RobiHachi（ロビー・ヤージ）
- 炎炎ノ消防隊（2019年 - 2025年、秋樽桜備） - 3シリーズ
- 星合の空（京終健二）
- あひるの空（2019年 - 2020年、千葉真一）
- ダイヤのA actII（2019年 - 2020年、明石聖也）

2020年
- ミュークルドリーミー（2020年 - 2021年、まいらパパ） - 2シリーズ
- ぐらぶるっ!（ユーステス）

2021年
- 出会って5秒でバトル（霧崎円）
- 僕のヒーローアカデミア（フレクト・ターン）
- うらみちお兄さん（カッペリーニ降漬）
- 俺、つしま（狂犬）
- テスラノート（氷見恭平）
- デジモンゴーストゲーム（2021年 - 2023年、アンゴラモン）

2022年
- フットサルボーイズ!!!!!（大和嵐）
- ラブオールプレー（海老原仁）
- 骸骨騎士様、只今異世界へお出掛け中（フンバ）
- 異世界薬局（カミュ・ド・サド）
- それいけ!アンパンマン（スターばいきんまん）

2023年
- 天国大魔境（稲崎露敏）
- 逃走中 グレートミッション（2023年 - 2024年、シグマ レッドウィング / 怪盗アポロン）
- ポケットモンスター（2023年 - 2024年、コルサ）
- 自動販売機に生まれ変わった俺は迷宮を彷徨う（2023年 - 2025年、ケリオイル） - 2シリーズ

2024年
- 最弱テイマーはゴミ拾いの旅を始めました。（マールリーク）
- 終末トレインどこへいく?（ポチ）
- ダンダダン（セルポ星人A・B・C、セルポ星人D・E・F）
- 来世は他人がいい（深山萼）
- ぷにるはかわいいスライム（2024年 - 2025年、真戸博士） - 2シリーズ
- MFゴースト（池田竜次）
- 株式会社マジルミエ（及川真幸）
- るろうに剣心 -明治剣客浪漫譚- 京都動乱（新井赤空）

2025年
- 不遇職【鑑定士】が実は最強だった（ヒュドラ）
- 鬼人幻燈抄（アイアイマート店長、岡田貴一）
- ある魔女が死ぬまで（ジャック・ルッソ）
- 3年Z組銀八先生（土方十四郎）

### 劇場アニメ
1995年
- 美少女戦士セーラームーンSuperS セーラー9戦士集結!ブラック・ドリーム・ホールの奇跡（オランジャ）

2000年
- ONE PIECE（ロロノア・ゾロ）

2001年
- ONE PIECE ねじまき島の冒険（ロロノア・ゾロ）
- ジャンゴのダンスカーニバル（ロロノア・ゾロ）

2002年
- XEVIOUS（オペレーター）
- ONE PIECE 珍獣島のチョッパー王国（ロロノア・ゾロ）
- ONE PIECE 夢のサッカー王!（ロロノア・ゾロ）

2003年
- ONE PIECE THE MOVIE デッドエンドの冒険（ロロノア・ゾロ）

2004年
- ONE PIECE 呪われた聖剣（ロロノア・ゾロ）

2005年
- 劇場版xxxHOLiC 真夏ノ夜ノ夢（百目鬼静）
- ONE PIECE THE MOVIE オマツリ男爵と秘密の島（ロロノア・ゾロ）

2006年
- デジモンセイバーズ THE MOVIE バーストモード究極パワー発動（ガオモン）
- デジモンセイバーズ 3D デジタルワールド 危機イッパツ!（ガオモン）
- ONE PIECE THE MOVIE カラクリ城のメカ巨兵（ロロノア・ゾロ）

2007年
- ONE PIECE エピソードオブアラバスタ 砂漠の王女と海賊たち（ロロノア・ゾロ）

2008年
- ONE PIECE THE MOVIE エピソードオブチョッパー+ 冬に咲く、奇跡の桜（ロロノア・ゾロ）

2009年
- ONE PIECE FILM STRONG WORLD（ロロノア・ゾロ）

2010年
- 劇場版 銀魂 新訳紅桜篇（土方十四郎）
- 劇場版BLEACH 地獄篇（黒刀）
- ブレイク ブレイド（ボルキュス）
  - 第三章「凶刃ノ痕」
  - 第四章「惨禍ノ地」

- マルドゥック・スクランブル 圧縮（シェル＝セプティノス）

2011年
- 劇場版 戦国BASARA -The Last Party-（伊達政宗）
- ブレイク ブレイド（ボルキュス）
  - 第五章「死線ノ涯」
  - 第六章「慟哭ノ砦」

- マルドゥック・スクランブル 燃焼（シェル＝セプティノス）
- ONE PIECE 3D 麦わらチェイス（ロロノア・ゾロ）

2012年
- 青の祓魔師 ―劇場版―（勝呂竜士）
- 虹色ほたる 〜永遠の夏休み〜（ケンゾー〈大人〉）
- マルドゥック・スクランブル 排気（シェル＝セプティノス）
- ONE PIECE FILM Z（ロロノア・ゾロ）

2013年
- 劇場版 銀魂 完結篇 万事屋よ永遠なれ（土方十四郎）
- 攻殻機動隊ARISE -GHOST IN THE SHELL-（ボーマ）
- PERSONA3 THE MOVIE#1-4（2013年 - 2016年、荒垣真次郎） - 3作品

2014年
- 名探偵コナン 異次元の狙撃手（ティモシー・ハンター）

2015年
- 攻殻機動隊 新劇場版（ボーマ）
- ドラゴンボールZ 復活の「F」（タゴマ）

2016年
- 黒子のバスケ ウインターカップ総集編 〜影と光〜（今吉翔一）
- ONE PIECE FILM GOLD（ロロノア・ゾロ）

2017年
- 劇場版 黒子のバスケ LAST GAME（今吉翔一）
- 夜は短し歩けよ乙女（樋口師匠）
- 劇場版 はいからさんが通る 前編 〜紅緒、花の17歳〜（鬼島森吾）
- GODZILLA（2017年 - 2018年、ハルエル・ドルド） - 3作品
- DCスーパーヒーローズ vs 鷹の爪団（アクアマン）

2018年
- 文豪ストレイドッグス DEAD APPLE（澁澤龍彦）
- 機動戦士ガンダムNT（イアゴ・ハーカナ）
- 劇場版 はいからさんが通る 後編 〜花の東京大ロマン〜（鬼島森吾）

2019年
- 斗え!スペースアテンダントアオイ（イコン）
- ONE PIECE STAMPEDE（ロロノア・ゾロ）

2021年
- 銀魂 THE FINAL（土方十四郎）
- ジャーニー 太古アラビア半島での奇跡と戦いの物語（ムサブ）
- 僕のヒーローアカデミア THE MOVIE ワールド ヒーローズ ミッション（フレクト・ターン）

2022年
- Gのレコンギスタ IV 激闘に叫ぶ愛（キア・ムベッキ）
- ONE PIECE FILM RED（ロロノア・ゾロ）

2023年
- 鬼太郎誕生 ゲゲゲの謎（龍賀孝三）

### OVA
1996年
- それゆけ!宇宙戦艦ヤマモト・ヨーコ（ブリッジクルー）

1997年
- 荒くれKNIGHT（藤木圭三）

1998年
- 青の6号（商艦長）

1999年
- てなもんやボイジャーズ（男）
- メルティランサー The Animation（グリアノス）

2002年
- 聖闘士星矢 冥王ハーデス十二宮編（ライミ）

2004年
- KINGDOM OF CHAOS -BORN TO KILL-（ディノ）

2006年
- 銀魂「何事も最初が肝心なので多少背伸びするくらいが丁度良い」（土方十四郎）※ジャンプアニメツアー上映作品

2008年
- 劇場版銀魂 〜白夜叉降誕〜 予告篇（土方十四郎）
- switch（梶山慶護）
- ONE PIECE ロマンス ドーン ストーリー（ロロノア・ゾロ）

2009年
- DOGS/BULLETS&CARNAGE（メルヴィン）
- xxxHOLiC 春夢記（百目鬼静、百目鬼遥）
- 世にも奇妙な漫☆画太郎（タイちゃん 他）

2010年
- xxxHOLiC・籠 〜XXXホリック・ロウ〜（百目鬼静）

2011年
- 聖闘士星矢 THE LOST CANVAS 冥王神話（エルシド）
- デュララら!! 12.5話「天網恢恢」（丸岡銀次郎）
- Fate/Prototype（ランサー）
- xxxHOLiC・籠 あだゆめ（百目鬼静）

2012年
- 流れ星レンズ（中川先生）

2014年
- 銀魂「布団に入ってから拭き残しに気付いて寝るに寝れない時もある」（土方十四郎）※コミックス第58巻DVD同梱版
- マギ シンドバッドの冒険（ナレーション）※コミックス第3-5巻OVA付き特別版

2015年
- マギ シンドバッドの冒険（ナレーション）※コミックス第6-7巻OVA付き特別版

2021年
- Fate/Grand Carnival（クー・フーリン〔プロトタイプ〕）

### Webアニメ
2010年代
- アイドロップス（2016年、ナレーション）
- 機動戦士ガンダム サンダーボルト（2017年、クリード、ジオン兵）
- B: The Beginning（2018年、カムイ）
- 銀魂 〜モンスターストライク編〜（2019年、土方十四郎）

2020年代
- スーパードラゴンボールヒーローズ プロモーションアニメ（2020年 - 2021年、サルサ）
- 銀魂 THE SEMI-FINAL（2021年、土方十四郎）
- スター・ウォーズ: ビジョンズ「九人目のジェダイ」（2021年、ローデン）
- 四畳半タイムマシンブルース（2022年、樋口師匠）
- 境界戦機 極鋼ノ装鬼（2023年、安良城タケシ）
- GAMERA -Rebirth-（2023年、レイモンド・オズボーン）
- MONSTERS 一百三情飛龍侍極（2024年、ナレーション、竜、ロロノア・ゾロ）
- 恋するワンピース（2025年、いじめっ子①、いじめっ子④）

### ゲーム
1996年
- BSドラゴンクエスト
- メルティランサー 〜銀河少女警察2086〜（グリアノス、ブラス）

1997年
- サターンボンバーマンファイト!!（伝太）
- 三國無双（夏侯惇、典韋）
- Hop Step あいどる☆（トモヤ）
- メルティランサー Re-inforce（グリアノス）
- ラングリッサーIV（ブルーノ将軍、クレオネス大王）
- 惑星攻機隊りとるキャッツ（伍長）

1998年
- ヴィジランテ8（ジョン・トルク）
- エアガイツ（ナジーム）
- 白き魔女 -もうひとつの英雄伝説- [セガサターン]（モリスン）
- デストレーガ（ティーム）
- みつめてナイト（カルノー）
- ラングリッサーV 〜The End of Legend〜（死人使いグロブ、エリック）

1999年
- SDガンダム GGENERATION（1999年 - 2025年、エイガー、ハイメ・カルモナ、ウィッツ・スー、ラナロウ・シェイド） - 14作品
- グローランサー（グレンガル）
- メルティランサー The 3rd Planet（グリアノス）

2000年
- ヴィジランテ8 〜セカンドバトル〜（ジョン・トルク）
- 真・三國無双（夏侯惇、典韋）
- BLACK/MATRIX+（看守）

2001年
- ボクシングマニア あしたのジョー（カーロス・リベラ）
- ジオニックフロント 機動戦士ガンダム0079（エイガー）
- 真・三國無双2（2001年 - 2002年、夏侯惇、典韋） - 2作品
- スーパーロボット大戦α外伝（ウィッツ・スー）
- ファイナルファンタジーX（ワッカ）
- フェイバリットディア 円環の物語（堕天使アポルオン）
- 松本零士999 〜Story of Galaxy Express 999〜（青木耕一）
- From TV animation ONE PIECE グランドバトル!（ロロノア・ゾロ）
- ONE PIECE とびだせ海賊団!（ロロノア・ゾロ）

2002年
- キングダム ハーツ（ワッカ）
- キン肉マンII世 正義超人への道（ハンゾウ）
- キン肉マンII世 新世代超人VS伝説超人（ハンゾウ、ココナッツマン）
- From TV animation ONE PIECE グランドバトル!2（ロロノア・ゾロ）
- From TV animation ONE PIECE トレジャーバトル!（ロロノア・ゾロ）
- ミスタードリラー ドリルランド
- ロックマンゼロ（ファーブニル）

2003年
- 激闘プロ野球 水島新司オールスターズVSプロ野球（藤村甲子園、犬神了、不吉霊三郎）
- 真・三國無双3（2003年 - 2004年、夏侯惇、典韋） - 3作品
- ファイナルファンタジーX-2（ワッカ）
- From TV animation ONE PIECE オーシャンズドリーム!（ロロノア・ゾロ）
- みんなのGOLF4（ムサシ）
- ロックマンゼロ2（ファーブニル）
- ONE PIECE グランドバトル! 3（ロロノア・ゾロ）

2004年
- 機動戦士ガンダムSEED 終わらない明日へ（バリー・ホー）
- キン肉マン ジェネレーションズ（ハンゾウ）
- 桜坂消防隊（嶋龍司）
- スーパーロボット大戦GC（ジーク・アルトリート）
- 空の森 〜追憶ノ棲ム館〜（小野田征一郎）
- 幕末恋華 新選組（原田左之助）
- BLACK/MATRIX OO（ザイオン）
- ロックマンゼロ3（ファーブニル）
- ONE PIECE ランドランド!（ロロノア・ゾロ）

2005年
- invisible sign -イス-（松岡聡）
- invisible sign -イス- 眠れる森（松岡聡）
- 餓狼伝 Breakblow（丹波文七）
- ガンダム バトルロワイヤル（エイガー）
- キングダム ハーツII（ライ〈雷神〉）
- 三国志戦記（太史慈）
- 真・三國無双4（2005年 - 2006年、夏侯惇、典韋） - 3作品
- 戦国BASARA（伊達政宗）
- TOUGH DARK FIGHT（リー・カーファイ）
- テイルズ オブ レジェンディア（モーゼス・シャンドル）
- 鋼の錬金術師3 神を継ぐ少女（ゼルギウス）
- ONE PIECE グラバト! RUSH（ロロノア・ゾロ）
- Fighting For ONE PIECE（ロロノア・ゾロ）
- ONE PIECE パイレーツカーニバル（ロロノア・ゾロ）

2006年
- 銀魂でぃ〜えす・万事屋大騒動!（土方十四郎）
- 銀魂 銀時vs土方!? かぶき町銀玉大争奪戦!!（土方十四郎）
- キン肉マン マッスルジェネレーションズ（ハンゾウ）
- サムライチャンプルー（ムゲン）
- 雀・三國無双（夏侯惇、典韋）
- ジョジョの奇妙な冒険 ファントムブラッド（ジョナサン・ジョースター〈少年時代〉）
- スーパーロボット大戦XO（ジーク・アルトリート）
- ゼーガペイン NOT（コラッジオ）
- ゼノサーガ エピソードIII［ツァラトゥストラはかく語りき］（スコットクン）
- 戦国BASARA2（伊達政宗）
- デジモンセイバーズ　アナザーミッション（ガオモン）
- ときめきメモリアル Girl's Side 2nd Kiss（志波勝己）
- NINETY-NINE NIGHTS（カラーラン）
- バトルスタジアムD.O.N（ロロノア・ゾロ）
- BLOOD+ ONE NIGHT KISS（杵淵勝好）
- ペルソナ3（2006年 - 2024年、荒垣真次郎） - 4作品
- ロックマンゼクス（モデルF、コングル）

2007年
- ウィル・オ・ウィスプ（ウィル）
- うわさの翠くん!! 夏色ストライカー（代々木哲）
- 餓狼伝 Breakblow Fist or Twist（丹波文七）
- ガンダム バトルクロニクル（エイガー）
- 銀魂 銀玉くえすと 銀さんが転職したり世界を救ったり（土方十四郎）
- 銀魂 銀さんと一緒! ボクのかぶき町日記（土方十四郎）
- 銀魂 万事屋ちゅ〜ぶ ツッコマブル動画（土方十四郎）
- クローバーの国のアリス 〜Wonderful Wonder World〜（グレイ＝リングマーク）
- サモンナイト ツインエイジ 〜精霊たちの共鳴〜（ナスル）
- シャイニング・ウィンド（ヒョウウン）
- シャイニング・フォース イクサ（ドゥーガ）
- 真・三國無双5（2007年 - 2009年、夏侯惇、典韋） - 2作品
- 戦国BASARA2 英雄外伝（伊達政宗）
- ペルソナ3 フェス（荒垣真次郎）
- 幕末恋華 花柳剣士伝（原田左之助）
- xxxHOLiC 〜四月一日の十六夜草話〜（百目鬼静）
- 無双OROCHI（夏侯惇、典韋）
- ONE PIECE アンリミテッドアドベンチャー（ロロノア・ゾロ）
- ONE PIECE ギアスピリット（ロロノア・ゾロ）

2008年
- 妖ノ宮（伽藍）
- ウィル・オ・ウィスプ 〜イースターの奇跡〜（ウィル）
- うわさの翠くん!!2 ふたりの翠!?（代々木哲）
- ガーネットクロニクル〜紅輝の魔石〜（ヘンソン）
- ガンダムバトルユニバース（エイガー）
- スーパーロボット大戦Z（ウィッツ・スー）
- 戦国BASARA X（伊達政宗）
- 戦場のヴァルキュリア（ザカ）
- DUEL LOVE 恋する乙女は勝利の女神（伊達正義）
- ときめきメモリアル Girl's Side 2nd Season（志波勝己）
- ファンタジーアース ゼロ エクィテスエディション（ライル・ク・ベルダ・ゲブランド皇帝）
- 無双OROCHI 魔王再臨（夏侯惇、典韋）
- Real Rode（ラクロ）
- ONE PIECE アンリミテッドクルーズ エピソード1 -波に揺れる秘法-（ロロノア・ゾロ）
- ONE PIECE ワンピーベリーマッチ（ロロノア・ゾロ）

2009年
- ウィル・オ・ウィスプ DS（ウィル）
- ウィル・オ・ウィスプ ポータブル（ウィル）
- 機動戦士ガンダム戦記（ハイメ・カルモナ）
- SIGNAL（織田仁）
- ジョーカーの国のアリス 〜Wonderful Wonder World〜（グレイ＝リングマーク）
- 戦国BASARA バトルヒーローズ（伊達政宗）
- 闘真伝（ゴヤスレイ）
- ペルソナ3 ポータブル（荒垣真次郎）
- 無双OROCHI Z（夏侯惇、典韋）
- 龍が如く3（長谷部）
- ONE PIECE アンリミテッドクルーズ エピソード2 -目覚める勇者-（ロロノア・ゾロ）

2010年
- Angelic Crest（秋乃重条、アラド）
- 英雄伝説 零の軌跡（ダドリー捜査官〈アレックス・ダドリー〉）
- Operation Flashpoint: Dragon Rising
- クロヒョウ 龍が如く新章（戸田直樹）
- ゴッドイーター（ソーマ）
- ゴッドイーター バースト（ソーマ）
- 斬撃のREGINLEIV（シグムンド）
- シャイニング・ハーツ（ディラン）
- 真・三國無双 MULTI RAID 2（夏侯惇、典韋）
- 戦国BASARA3（伊達政宗）
- ダンガンロンパ 希望の学園と絶望の高校生（大和田紋土）
- .hack//Link（オルゲル）
- トリニティ ジルオール ゼロ（レーグ）
- ノーモア★ヒーローズ 英雄たちの楽園（トラヴィス・タッチダウン）
- Real Rode PORTABLE（ラクロ）
- ONE PIECE ギガントバトル!（ロロノア・ゾロ）

2011年
- 頭文字D ARCADE STAGE6 AA（池田竜次）
- 英雄伝説 碧の軌跡（ダドリー捜査官〈アレックス・ダドリー〉）
- おもちゃ箱の国のアリス〜Wonderful Wonder World〜（グレイ＝リングマーク）
- 月華繚乱ROMANCE（蓮華和弥）
- 真・三國無双6（2011年 - 2012年、夏侯惇、典韋） - 4作品
- 真・三國無双 NEXT（夏侯惇、典韋）
- セブンスドラゴン2020
- 戦国BASARA クロニクルヒーローズ（伊達政宗）
- 戦国BASARA3 宴（伊達政宗）
- 戦律のストラタス（茅ヶ崎蒼太）
- 第2次スーパーロボット大戦Z 破界篇 / 再世篇（2011年 - 2012年、ウィッツ・スー）
- TROY無双（アイネイアス）
- ディシディア デュオデシム ファイナルファンタジー（ギルガメッシュ）
- ドラゴンボールヒーローズ（2011年 - 、フリーザ一族アバター〈バーサーカータイプ〉、タゴマ） - 5作品
- ファイナルファンタジー零式（ギルガメッシュ）
- 文明開華 葵座異聞録（猿飛密）
- 無双OROCHI 2（2011年 - 2013年、夏侯惇、典韋） - 4作品
- ONE PIECE ギガントバトル! 2 新世界（ロロノア・ゾロ）

2012年
- アンチェインブレイズ エクシヴ（ジーク）
- 青の祓魔師 幻刻の迷宮（ラビリンス）（勝呂竜士）
- いますぐお兄ちゃんに妹だっていいたい!（三谷直真）
- 英雄伝説 零の軌跡 Evolution（ダドリー捜査官（アレックス・ダドリー））
- 黒子のバスケ キセキの試合（今吉翔一）
- 恋戦隊 LOVE&PEACE（黒峰継 / ハートブラック）
- CODE OF PRINCESS（十本木爆）
- シャイニング・ブレイド（ディラン）
- 真・三國無双 VS（夏侯惇）
- 真・北斗無双（アイン）
- スーパーロボット大戦OGサーガ 魔装機神II REVELATION OF EVIL GOD（ムデカ・ラーベンス）
- ダイヤの国のアリス 〜Wonderful Wonder World〜（グレイ＝リングマーク）
- デビルサマナー ソウルハッカーズ（リーダー / スプーキー〈桜井雅宏〉、サタナエル）
- とびたて!超時空トラぶる花札大作戦（ランサー）
- ファイナルファンタジーXIII-2（ギルガメッシュ / DLC・コロシアムバトル）
- PROJECT X ZONE（ソーマ・シックザール）
- 文明開華 葵座異聞録 再演（猿飛密）
- 嫁コレ（黒峰継 / ハートブラック）
- ラスティハーツ（チュード）
- ワンピース 海賊無双（2012年 - 2020年、ロロノア・ゾロ） - 4作品
- ワンピース ROMANCE DAWN 冒険の夜明け（ロロノア・ゾロ）

2013年
- Unlight（ベルンハルト）
- イクシオン サーガ（ヒーローC〈男性〉）
- カオス ヒーローズ オンライン（ベルゼビュート、クンカー）
- 銀魂のすごろく（土方十四郎）
- 月英学園 -kou-（双邑剛）
- ゴッドイーター2（ソーマ・シックザール）
- 死神稼業〜怪談ロマンス〜（黒門蓮司）
- 死神所業〜怪談ロマンス〜（黒門蓮司）
- シャイニング・アーク（アダム）
- 真・三國無双7（2013年 - 2014年、夏侯惇、典韋） - 3作品
- 真・女神転生IV（ホープ）
- スーパーロボット大戦OGサーガ 魔装機神III PRIDE OF JUSTICE（ムデカ・ラーベンス）
- 青春はじめました!（双葉湯丸）
- セブンスドラゴン2020-II
- ダイヤの国のアリス 〜Wonderful Mirror World〜（グレイ＝リングマーク）
- ダンガンロンパ1・2 Reload（大和田紋土）
- メタルマックス4 〜月光のディーヴァ〜（ウキョウ）
- ONE PIECE アンリミテッドワールド レッド（ロロノア・ゾロ）

2014年
- 英雄伝説 碧の軌跡 Evolution（アレックス・ダドリー）
- 黒子のバスケ 勝利へのキセキ（今吉翔一）
- シャイニング・レゾナンス（ヨアヒム・ルーベンス）
- 神撃のバハムート（ジノ）
- スーパーロボット大戦OGサーガ 魔装機神F COFFIN OF THE END（ムデカ・ラーベンス）
- 戦国BASARA4（伊達政宗）
- ヒーローバンク（兼丸フクタ）
- ヒーローバンク2（兼丸フクタ）
- BLACK CODE ブラック・コード（ベリアル＝ド＝クラン）
- ペルソナQ シャドウ オブ ザ ラビリンス（荒垣真次郎）
- モンスターハンター メゼポルタ開拓記（エレオノール）
- ONE PIECE 超グランドバトル! X（ロロノア・ゾロ）
- ONE PIECE トレジャークルーズ（ロロノア・ゾロ）
- ONE PIECE ワンピースキングス（ロロノア・ゾロ）

2015年
- グランブルーファンタジー（2015年 - 2023年、ユーステス、ゼピュロス、土方十四郎、ゾロ） - 3作品
- 黒子のバスケ 未来へのキズナ（今吉翔一）
- ゼノブレイドクロス（フライ）
- 源氏恋絵巻（常盤）
- ゴッドイーター リザレクション（ソーマ・シックザール）
- ゴッドイーター2 レイジバースト（ソーマ・シックザール）
- 5人の恋プリンス 〜ヒミツの契約結婚〜（二階堂希）
- ジョジョの奇妙な冒険 アイズオブヘブン（イルーゾォ）
- 新甲虫王者ムシキング（マスターブラック）
- セブンスドラゴンIII code:VFD
- 戦国BASARA4 皇（伊達政宗）
- BELIEVER!（クレイシス）
- Fate/Grand Order（2015年 - 2025年、クー・フーリン〔プロトタイプ〕、ベオウルフ）
- プリンセスコネクト!（ダイゴ / 鬼道大悟）
- ブレードアークス from シャイニング（ディラン・ローエン）
- ブレードアークス from シャイニングEX（ディラン）
- ブレイブリーセカンド（皇帝オブリビオン）
- 夢王国と眠れる100人の王子様（ジェット）
- 龍が如く0 誓いの場所（山形）

2016年
- 茜さすセカイでキミと詠う（織田信長）
- スターオーシャン5 Integrity and Faithlessness（デル・スール）
- スーパーロボット大戦OG ムーン・デュエラーズ（ジーク・アルトリート）
- 戦国BASARA 真田幸村伝（伊達政宗 / 梵天丸）
- テイルズ オブ ベルセリア（シグレ・ランゲツ / 聖主ムスヒ）
- ワールド オブ ファイナルファンタジー（ギルガメッシュ）

2017年
- 蒼き革命のヴァルキュリア（ジョルダー・クヴィスト）
- アトム:時空の果て（マグマ大使）
- いただきストリート ドラゴンクエスト&ファイナルファンタジー 30th ANNIVERSARY（ギルガメッシュ）
- 陰陽師（黒無常）
- ガンダムバーサス（エイガー）
- 黒騎士と白の魔王（アドニス）
- モンスターストライク（2017年 - 2024年、ギルガメッシュ、土方十四郎、ロロノア・ゾロ、秋樽桜備）

2018年
- アナザーエデン 時空を超える猫（ジェイド）
- 銀魂乱舞（土方十四郎 / トッシー）
- 真・三國無双8（夏侯惇、典韋）
- スーパーロボット大戦X（キア・ムベッキ）
- 戦場のヴァルキュリア4（ラズ）
- 夢間集（セイコ）
- ゴッドイーターレゾナントオプス（ソーマ）
- ファイアーエムブレム ヒーローズ（ヘルビンディ、アストリア）
- ペルソナ3 ダンシング・ムーンナイト（荒垣真次郎）
- ペルソナ5 ダンシング・スターナイト（荒垣真次郎）
- プリンセスコネクト！Re:Dive（ダイゴ）
- CARAVAN STORIES（ゾルバ）
- 無双OROCHI 3（2018年 - 2019年、夏侯惇、典韋） - 2作品
- THE KING OF FIGHTERS ALLSTAR（土方十四郎）
- ペルソナQ2 ニュー シネマ ラビリンス（荒垣真次郎）
- ぷよぷよ!!クエスト（荒垣真次郎）

2019年
- JUMP FORCE（ロロノア・ゾロ）
- スーパードラゴンボールヒーローズ ワールドミッション（タゴマ、魔神サルサ、フリーザ一族バーサーカータイプ）
- 戦国BASARA バトルパーティー（伊達政宗）
- ゼノンザード（ランバーン・タイダル）
- 時の歌-終焉なきソナタ-（エモン）
- ブレイドエクスロード（マリク・ナジャ）
- WAR OF THE VISIONS ファイナルファンタジー ブレイブエクスヴィアス 幻影戦争（オー）
- うたわれるもの ロストフラグ（アクタ）

2020年
- テイルズ オブ ザ レイズ（モーゼス・シャンドル、シグレ・ランゲツ、土方十四郎）
- ロストディケイド（クリストファ）
- THE KING OF FIGHTERS for GIRLS（チャン・コーハン）
- 共闘ことばRPG コトダマン（2020年 - 2022年、土方十四郎、秋樽桜備）
- サンクタス戦記-GYEE-（ルーカス）
- ブレア・ウィッチ 日本語版（エリス）
- Ghost of Tsushima（境井仁）
- 英雄伝説 創の軌跡（アレックス・ダドリー）
- クイズRPG 魔法使いと黒猫のウィズ（土方十四郎）
- アークナイツ（マウンテン）

2021年
- ぷよぷよ!!クエスト（土方十四郎）
- ラクガキ キングダム（阿須間シオン）
- 城とドラゴン（竜騎士レードラ）
- 未定事件簿（岩崎嵩之）
- スペードの国のアリス 〜Wonderful White World〜（グレイ＝リングマーク）
- D_CIDE TRAUMEREI（猿場瑛士）
- テイルズ オブ アライズ（マハバル）

2022年
- 荒野行動（ロロノア・ゾロ）
- 鋼の錬金術師 MOBILE（マイルズ）
- パズル&ドラゴンズ（ロロノア・ゾロ）
- ノーモア★ヒーローズ3（トラヴィス・タッチダウン）
- ストレンジャー オブ パラダイス ファイナルファンタジー オリジン（ギルガメッシュ）

2023年
- ONE PIECE ODYSSEY（ロロノア・ゾロ）
- OCTOPATH TRAVELER II（パルテティオ・イエローウィル）
- 東京放課後サモナーズ（ハスター）
- 北斗の拳 LEGENDS ReVIVE（ビジャマ）
- 僕のヒーローアカデミア ULTRA IMPACT（フレクト・ターン）
- スペードの国のアリス 〜Wonderful Black World〜（グレイ＝リングマーク）

2024年
- ファイナルファンタジーVII リバース（ギルガメッシュ）

2025年
- Honor of Kings（宮本武蔵）
- 真・三國無双 ORIGINS（夏侯惇、典韋）
- ゼノブレイドクロス ディフィニティブエディション（フライ）
- みんなのGOLF WORLD（ムサシ）

### ドラマCD
- 哀玩ビロード（白群）※未発売[251]
- あらしのよるに（バリー）
- あまつき 〜雨夜之月〜（半）
- アルティマ ブラッド シリーズ（カミーユ・ドラクロワ[252]）
  - アルティマ ブラッド 緋色のフォークロア ※ミニドラマCD付き限定版
  - アルティマ ブラッド 甘噛みだけじゃ半人前〜成り立てヴァンパイアは戦士志願〜
- イクシオン サーガ DT IXION SAGA DT GOLDEN BEST of DT（セングレン）
- イケベン! 〜池澤くんと愉快な仲間たち〜（1）-（3）（瀧口虎ノ介）
- イケメン大奥 第二巻（麻兎）
- いちばんうしろの大魔王 VOL.2（ピーターハウゼン）
- Weiß kreuz Dramatic Precious 3rd STAGE HOPELESS ZONE（蜻蛉）
- ウィル・オ・ウィスプ ドラマCD 〜クリスマスの軌跡〜（ウィル）
- 宇宙戦隊キュウレンジャー オリジナルサウンドトラック サウンドスター1（2017年、ガル / オオカミブルー）
- うわさの翠くん!! 二人の王子とハダカ姫の復讐!!（代々木哲）
- X（桜塚星史郎〈少年〉）
- 王子様（笑）シリーズ（「白雪姫」の王子様）
  - 王子様(笑) ドラマCD 第1巻
  - 王子様(笑) 〜王子様と眠れる森〜
  - 王子様(笑) 〜王子様と人魚の恋〜
  - 王子様(笑) ラジオドラマCD 第2巻
  - 王子様(笑) バラエティドラマCD 1st Vacation
  - 王子様(笑) バラエティドラマCD 3rd Party
  - 王子様(笑) 読み語りCD 〜君に捧ぐ物語〜 第1集
  - 王子様(笑) デートCD 第1巻
  - 王子様(笑) if 〜王子様(笑)学園〜
- お狐様の言うとおりッ! ドラマCD 第1巻（風祭鷹一郎）
- オジサマ専科 Vol.7（市川功一）
- オトメキハイスクール（天龍ヨミ）
- 終わりのクロニクル（大城至）
- 学校であった怖い話S オリジナルサウンドホラー（新堂誠）
- 貝の火（モグラ）
- 彼方から Vol.2 - 4（ロンタルナ）
- 蟹工船（漁師頭 田村、ナレーション）
- 気象精霊記（2）正しい台風の起こし方（大漢）
  - 気象精霊記（3）精霊さんとのすごし方（大漢）
- KiKKaミステリーサイド シリーズ
  - 46番目の密室（船沢辰彦）
  - 屋根裏の散歩者（田中芳信）
- キディ・ガーランド キャラクターソングVol.6 シェイド featuring トーチ（トーチ）
- 機動戦士ガンダムNT Blu-ray特典ドラマCD「獅子の帰還」（イアゴ・ハーカナ[253]）
- 銀河鉄道の夜（活版所の男）
- 銀河ロイドコスモX IN ヒーロークロスライン ドラマCD（武士神）
- CLASH! 〜Strange Detectives〜（里見美智雄）
- グレネーダー 〜ほほえみの閃士〜 一方あの頃劇場 Target1 - 2（虎島弥次郎）
- それいけ！ズッコケ三人組 〜ズッコケ海底大陸の秘密〜（八谷勝平）
- クローバーの国のアリス 〜Wonderful Wonder World〜 第1 - 3巻（グレイ＝リングマーク）
- ケモノキングダム 〜ZOO〜（ライオン）
- 源氏物語〜追憶〜（六条御息所）
- 恋戦隊LOVE&PEACE ドラマCD 1 - 4（黒峰継）
- 5人の恋プリンス 〜ヒミツの契約結婚〜 ドラマCD 第2巻（二階堂希[254]）
- The MANZAI 1 - 3（秋本貴史）
- シャイニング・ウィンド ドラマCD Vol.4（ヒョウウン）
- シャイニング・ハーツ ドラマCD（ディラン）
- 10年初恋シリーズ（柴雅人）
  - 10年初恋 岩切俊
  - 10年初恋 柴雅人
  - 10年初恋 春にして想うこと
- 純血+彼氏（宮縞氷滝）※第4巻ドラマCD付き特装版
- 辛奇音劇 シリーズ「木原浩勝の怪鬼宴〜旅館の怪〜」（仁科崇）
- 真・三國無双 〜風焔乱舞〜（夏侯惇）
- 新撰組ドラマCD シリーズ（土方歳三）
  - 新撰組ドラマCD 壬生狼真伝 〜泡雪の章〜
  - 新撰組ドラマCD 壬生狼真伝 〜残月の章〜
  - 新撰組ドラマCD 壬生狼真伝 〜散花の章〜
- SwitchドラマCD（梶山慶護）
- Switch VOCAL CD VOL. 3 "Wild beast"（梶山慶護）
- セキレイ ドラマCD版（瀬尾香）
- 瀬戸の花嫁第2巻（シャーク藤代）
- ゼノサーガシリーズ
  - ゼノサーガOUTER FILE Vol.2、3（スコットクン）
- アニメ 07-GHOST ドラマCD 第1・2巻（カツラギ）
- 戦国BASARAシリーズ（伊達政宗）
  - 戦国BASARA 〜宿命! 川中島の合戦〜
  - 戦国BASARA2 〜百花繚乱! 小田原の役〜
  - 戦国BASARA2 〜蒼穹! 姉川の戦い〜
  - 戦国BASARA2 〜漆黒! 本能寺の変〜
- 戦国夫婦物語ふたりじめ（明智光秀）
- ZONE-00 劇-III（浄阿弥）
- 想望三國志（曹操[255]）
- それいけ!ズッコケ三人組〜ズッコケ海底大陸の秘密〜（八谷勝平）
- 対決NEO 石田彰 vs 中井和哉（青地公平）
- TAP TRAP LOVE（LEO）
- テイルズ オブ シリーズ
  - テイルズ オブ デスティニー（バッカス）
  - テイルズ オブ シンフォニア a long time ago（プレセア・アリシアの父〈ジーク・コンバティール〉）
  - テイルズ オブ レジェンディア voice of character quest1・2（モーゼス・シャンドル）
- テガミバチ（ジギー・ペッパー）
- DUEL LOVE 恋する乙女は勝利の女神 オリジナルドラマCD 恋する王子は勝利のヘブン（伊達正義）
- 天使×悪魔シリーズ （ルシフェル）
  - 天使×悪魔 ドラマCD1
  - 天使×悪魔 2ndシーズン ドラマCD3
- ときめきメモリアル Girl's Side 2nd Kiss（志波勝己）
  - ときめきメモリアル Girl's Side 2nd Season（志波勝己）
- DOGS/BULLETS&CARNAGE（メルヴィン・スクルージ）
- ドラキュラ〜ふたりの吸血鬼〜（ヴァン・ヘルシング）
- NARUTO -ナルト- ドラマCDシリーズ 巻ノ一（ニシキ）
- ノンフィクションシリーズ「同居CD」（高田将）
- 伯爵カインシリーズ 「捩れた童話」（アンドルー）
- 幕末恋華 新選組シリーズ（原田左之助）
  - 幕末恋華 新選組 ドラマCD
  - 幕末恋華 新選組〜壬生狼という華〜
  - 幕末恋華 新選組 キャラクターソング&ドラマ
- 八犬伝―東方八犬異聞― 第弐巻（犬田小文吾）
- BLACK/MATRIX OO（ザイオン）
- ふしぎ遊戯 玄武開伝（テムダン＝ロウン）
- ふたりじめ 戦国夫婦物語（明智光秀[256]）
- 新世紀GPXサイバーフォーミュラ SAGAII ROUND5 ジャガーのエンブレム（相沢英二）
- 文豪シリーズ 第2巻 文豪失格（宮沢賢治）
- 声マン ドラマCD 方言男子★寮生活はグルメパーティー!（神戸）
- 街 第Qの男 〜QはquestionのQ〜（店長、飛沢陽平）
- 女神異聞録ペルソナ（城戸玲司）
- ペルソナ3シリーズ（荒垣真次郎）
- xxxHOLiC オリジナルドラマCD「シミヌキ」（百目鬼静）※コミックス13巻初回限定版特典
- 丸川くん家の猫たち シリーズ（デカチョーさん）
  - 丸川くん家の猫たち
  - 丸川くん家の猫たち 第二席 夏キネマ
  - 丸川くん家の猫たち 第三席 猫灯籠
  - 丸川くん家の猫たち 第四席 打ち上げ花火
  - 丸川くん家の猫たち 第五席 晩夏のメリークリスマス
- みやびうた 〜雅恋歌〜 彼岸花の恋（藤原教通[257]）
- 無宿狼人キバ吉 〜番外編 復讐の炎は牙に散れ〜（キバ吉）
- 八ツ墓村（里村慎太郎）
- 妖怪アパートの幽雅な日常（深瀬明）※コミックス第3巻ドラマCD付き特装版
- 妖魔の封印（エレク）
- 辣韮の皮 1、3巻（名取正義）
- RAGNAROK THE ANIMATION Ver.1 - 3（イルガ）
- ラクリモサ -七つの罪- Vol.5 強欲の章（メナス[258]）
- 乱丸XXX（福田遊紀）
- Real Rode シリーズ（ラクロ）
  - Drama CD Real Rode 〜Pure White Disc〜
  - Drama CD Real Rode 〜Noble Black Disc〜
- ロックマンゼロシリーズ（ファーブニル）
  - リマスタートラック ロックマンゼロ
  - リマスタートラック ロックマンゼロ・テロス
- レイン 雨の日に生まれた戦士（ダグラス王、ナレーション）
- レンタル執事 Drama CD Vol.1（高邸烈）
- ロードス島戦記-英雄騎士伝- ドラマアルバム1（レオナー）
- 土方歳三 劫火の士道 シリーズ（土方歳三）
  - 土方歳三 劫火の士道　多摩のバラガキ・池田屋事変編
  - 土方歳三 劫火の士道　北へ、五稜郭編
- ONE PIECEシリーズ（ロロノア・ゾロ）
- 古事記projectボイスドラマCD「斬舞踊」（スサノオ）

### BLCD
- 愛と欲望の金融街（藤芝雅彦）
- 兄貴上等（矢井豆剛）
- invisible sign-イス-（松岡聡）
- おおいぬ荘の人々（堂嶋征雄）
- 幼馴染み（吉田直樹）
- ガッシュ文庫創刊記念フェア -スペシャルCDブック（速水章吾、鳴神、桂龍）
- 官能小説家 シリーズ（桂龍）
  - 官能小説家を調教中♡
  - 官能小説家は発情中♡
- 許可証をください!（前原健一郎）
- くいもの処 明楽（明楽高志）
- 空の森（ku-no-mori） 〜追憶ノ棲ム館〜（小野田征一郎）※オフィシャル特典ドラマCD
- 子供の領分シリーズ（堤大悟）
- 子猫シリーズ 1・2（瀬名雅志）
- この愛にひざまづけ（古峰三虎）
  - この愛に溺れろ
- GATENなあいつ（泰造）
- さあ 恋におちたまえ 1 - 4（結城和志）
- 灼熱の夜に抱かれて（カシム）
- 神官 シリーズ（羅剛王）
- 好きじゃないけど愛してる（日高朝陽）
- STAMP OUT（島田秀志）
- 是 -ZE- シリーズ（近衛）
- Sexy Boy's（南広志）
- タクミくんシリーズ（松本先生、レスキュー隊員、吉沢道雄）
- 抱きしめても怒りませんか?（佐倉耕司）
- DOUBLE CALL〜放物線の彼方〜シリーズ（犬崎刀哉）
- 東京野蛮人（大門影綱）
- 東山道転墜異聞（熊田勝太郎）
- ドクター×ボクサー ライバルも犬を飼う（西条東）
- ニューヨーク・ニューヨーク 1・2（ケイン・ウォーカー）
- バイトは家政夫シリーズ（樋口英慈）
- 花嫁は開発室長（常盤）
- ビター・ヴァレンタイン（永田真人）
- 美男の殿堂 シリーズ（姫野有祐）
- 富士見二丁目交響楽団3 さまよえるバイオリニスト（尾山）
- ぼくらの運勢（一ノ瀬）
- ミックス★ミックス★チョコレート（柿内）
- メロディー・ハレルヤ（上村聡）
- 桃色御伽草紙〜MOMOCAN III〜（風牙）
- やっぱり君を好きになる（野木聡一郎）
- LOVE MODEホスト編（イアン・サンダース）
- 若!!2（西山圭太）

### ラジオドラマ
- エメラルドドラゴン（兄、魔物）
- 金光教の時間（ABCラジオなど、年1回：8〜10月放送のラジオドラマに出演）
- ときめきメモリアル Girl's Station 「遊くん奮闘記」（志波勝己）
- 花の慶次（尚寧）
- VOMIC あやかし恋絵巻（神楽）

### 吹き替え

#### 担当俳優
ラミ・マレック
- 007/ノー・タイム・トゥ・ダイ（2021年、リュートシファー・サフィン）
- オッペンハイマー（2024年、デヴィッド・L・ヒル）
- アマチュア（2025年、チャーリー・ヘラー）

#### 映画
1998年
- 2 days トゥー・デイズ（リー・ウッズ〈ジェームズ・スペイダー〉）

2002年
- エネミー・フォース 限界空域（ニール〈ロドニー・ローランド〉）

2004年
- アンディ・ラウの獄中龍（ウェン〈ケニー・ホー〉）
- 処刑・ドット・コム（トラヴィス〈ブラッドリー・クーパー〉）

2006年
- サーティーン あの頃欲しかった愛のこと（ハヴィ〈チャールズ・ダックワース〉）
- ミラーマスク（バレンタイン / 若者〈ジェイソン・バリー〉）

2008年
- プラネット・テラー in グラインドハウス（エル・レイ〈フレディ・ロドリゲス〉）

2009年
- 2012（エイドリアン・ヘルムズリー博士〈キウェテル・イジョフォー〉）

2012年
- バイオハザードIV アフターライフ（エンジェル・オーティス〈セルヒオ・ペリス＝メンチェータ〉）※テレビ朝日版
- ボーン・レガシー（アーロン・クロス〈ジェレミー・レナー〉）

2013年
- 10人の泥棒たち（ジョニー〈デレク・ツァン〉）
- ワールド・ウォーZ（エリス〈ミシェル・ハイスマン〉）

2015年
- ANNIE/アニー（ウィリアム・“ウィル”・スタックス〈ジェイミー・フォックス〉）

2016年
- 新しいワタシの見つけ方（ケヴィン〈ジョーイ・ローレンス〉）
- キング・オブ・エジプト（トト〈チャドウィック・ボーズマン〉）

2017年
- コードネーム:ストラットン（ジョン・ストラットン〈ドミニク・クーパー〉）
- サイレント・アイランド 閉じ込められた秘密（フィオン〈ロス・アンダーソン〉）
- スナッチ（ターキッシュ〈ジェイソン・ステイサム〉）※デラックス・エディション版

2018年
- ブラックパンサー（ウカビ〈ダニエル・カルーヤ〉）

2019年
- アス（ジョシュ・タイラー / テックス〈ティム・ハイデッカー〉）

2021年
- ユダ&ブラック・メシア 裏切りの代償（フレッド・ハンプトン〈ダニエル・カルーヤ〉）

2022年
- ファンタスティック・ビーストとダンブルドアの秘密（アバーフォース〈リチャード・コイル〉）

2023年
- ガーディアンズ・オブ・ギャラクシー:VOLUME 3（ハイ・エボリューショナリー〈チュクウディ・イウジ〉）

2025年
- 白雪姫（クイッグ）

#### ドラマ
2002年
- ミュータントX シーズン1（カルビン・ポーター）

2009年
- シンデレラマン（マ・イサン〈チョンウ〉）
- フラッシュポイント -特殊機動隊SRU-（リモ・ベンジー）

2010年
- iCarly（オリバー・ペイズリー）

2012年
- ブルーブラッド 〜NYPD家族の絆〜（ダニー・レーガン〈ドニー・ウォールバーグ〉）

2013年
- ラスベガス（ダニー・マッコイ〈ジョシュ・デュアメル〉）

2016年
- レジェンド・オブ・トゥモロー（リップ・ハンター〈アーサー・ダーヴィル〉）

2021年
- ゾーイの超イケてるプレイリスト（サイモン〈ジョン・クラレンス・スチュワート〉）
- フライト・アテンダント（アレックス・ソコロフ〈ミキール・ハースマン〉）

2022年
- SUPERGIRL/スーパーガール ファイナル・シーズン（ゾー・エル〈ジェイソン・ベーア〉）

2023年
- ONE PIECE（ロロノア・ゾロ〈新田真剣佑〉）

2024年
- THE PENGUIN-ザ・ペンギン-（ミロシュ〈ジェームズ・マディオ〉）

#### アニメ
2021年
- スター・ウォーズ: ビジョンズ（ローデン）
- ミラベルと魔法だらけの家（ブルーノ）

2022年
- ザ・カップヘッド・ショウ!（キングダイス）

#### ドキュメンタリー
2017年
- 名車再生!クラシックカー・ディーラーズ（アント・アンステッド）

### 特撮
1996年
- ウルトラマンワールド ウルトラスーパーランキング!（ウルトラセブンの声）

2004年
- 特捜戦隊デカレンジャー（イーガロイドの声、ウニーガの声）
- 特捜戦隊デカレンジャー THE MOVIE フルブラスト・アクション（イーガロイドの声）

2005年
- ウルトラマンマックス（ウルトラマンマックスの声）
- 仮面ライダー響鬼（ナレーション）

2008年
- 炎神戦隊ゴーオンジャー（ヒラメキメデス / デタラメデス / ウラメシメデスの声）

2009年
- DVD 炎神戦隊ゴーオンジャー ゼミナールだよ!全員GO-ON!（ココロオトメデスの声）

2010年
- 仮面ライダー×仮面ライダー×仮面ライダー THE MOVIE 超・電王トリロジー EPISODE RED ゼロのスタートウィンクル（ピギーズイマジン・兄の声）

2015年
- 特捜戦隊デカレンジャー 10 YEARS AFTER（イーガロイドの声）

2017年
- 宇宙戦隊キュウレンジャー（ガル / オオカミブルーの声）
- 仮面ライダー×スーパー戦隊 超スーパーヒーロー大戦（ガル / オオカミブルーの声）
- 宇宙戦隊キュウレンジャー THE MOVIE ゲース・インダベーの逆襲（ガル / オオカミブルーの声）

2018年
- 宇宙戦隊キュウレンジャーVSスペース・スクワッド（ガル / オオカミブルーの声）

2019年
- ルパンレンジャーVSパトレンジャーVSキュウレンジャー（ガル / オオカミブルーの声）

2020年
- ウルトラギャラクシーファイト 大いなる陰謀（ウルトラマンマックスの声）

### ラジオ
※はインターネット配信。
- グレネーダー ほほえみのネットラジオ 高橋美佳子と中井和哉の「ご一緒しませんか?」（2004年 - 2005年、TE-A room※）
  - グレネーダー ほほえみのネットラジオ 高橋美佳子と中井和哉の「ご一緒しませんか? リターンズ!」（2005年、TE-A room※）
- 東地宏樹と中井和哉のトリブラッジオ!!（2005年、Webラジオ※）
  - 東地宏樹と中井和哉のトリブラッジオ!リターンズ!（2006年、Webラジオ※）
- 司馬遼太郎短篇傑作選（2012年10月 - 、ラジオ大阪）
  - 朗読担当声優で唯一、全シーズン（10月で一区切り）に出演中。
- 鴨の音（2022年10月 -  2024年3月、文化放送）
- READING WORLD　(2024年4月 - 、文化放送)

### ラジオ・朗読・トークCD
- 音の本屋さんぶんぶん（「走れメロス」、「奇賊は支払う」）[282]
- KISS×KISS collections
  - KISS×KISS collections VOL.7 「かけおちキス」
  - KISS×KISS collections 声優アニメディアSPECIAL EDITION CD（剣菱大和／『声優アニメディア』2009年9月号付録）
- 『グレネーダーほほえみのネットラジオ 高橋美佳子と中井和哉のご一緒しませんか?』
  - グレネーダーほほえみの閃士DVD1巻初回限定版特典CD　（1回ー7回）
  - （8回、9回はグレネーダー ほほえみの閃士 ドラマCD1一方あの頃劇場Target 1　に収録）
  - （10回ー12回はグレネーダー ほほえみの閃士 ドラマCD2一方あの頃劇場 Target 2　に収録）
  - グレネーダーほほえみの閃士RELOADファンディスク特典CD　（13回ー15回）
- 月刊男前図鑑 ワルい男編 黒盤（盗賊）
- 恋してキャバ嬢 デートCD Vol.3（立岡光輝）
- 新パーソナルトークCD -中井和哉-
- スキマタイム Tuesday!（虎司）
- Story of 365 days〜chapter.SPADE（スペードのジャック）
- DJCD「戦国BASARA」第一巻、第三巻（ゲスト）
- DJCD TVアニメ戦国BASARA【金】 第1巻（ゲスト）
- TVアニメ戦国BASARA弐 戦国トラベルナビ 奥州編
- DJCD 劇場版 戦国BASARA -The Last Party- 2
- DJCD 劇場版「戦国BASARA」-The Last Party- 伊達政宗 特別版
- 戦国武将物語〜豪傑編〜（朗読 - 第五話「立花道雪物語」）
- 戦国武将物語外伝〜14の知将&豪傑物語〜（朗読 - 立花道雪物語外伝「逆手にとって」）
- Save The One,Save The All(初回生産限定盤)(コクトー盤)
- 蜜蜂出版シリーズ 旦那カタログ Vol.3 今月の特集：亭主関白旦那VS兼業主夫旦那（亭主関白旦那・湊川哲也）
- ドラキュラ〜ふたりの吸血鬼〜バナ10SHOP＆まんだらけ購入特典キャストトークCD
- webラジ voice theater「トリニティ・ブラッド」センチメンタル・アドベンチャー
- 幕末志士物語〜新選組編〜（「斎藤一物語」）
- 幕末志士物語外伝〜14の新選組&薩摩・長州編〜（「斎藤一物語外伝」）
- 華ノ幕末 恋スル蝶 第二夜（高杉晋作[283]）
- 朗読 浜田広介名作選集 「泣いた赤おに」
- honeybee 羊でおやすみシリーズ Vol.13 「君より先に僕がおやすみしちゃうよ」
- DJCD ラジオ☆ロデ Vol.2（ゲスト）
- 「ラジオの国のアリス〜Wonderful Wonder Radio〜」DJCD 第2巻（ドラマパート）（グレイ=リングマーク）
- 「ラジオの国のアリス〜Wonderful Wonder Radio〜DJCD」第3巻（ゲスト）
- リアルロデ with 羊でおやすみシリーズ 〜Sleep in The Rode（羊もあるよ☆）〜 vol.2 アルヴァンド&ラクロ編
- DJCD きいてますよ、アザゼルさん。 2（ゲスト）

### ナレーション
現在放送中
- スッキリ!! 水曜日（日本テレビ）
- アッコにおまかせ!（TBS）（1998年10月4日 - ）
- ぐるぐるナインティナイン（日本テレビ）※一部企画
- おすすめ新作映画：映画館へ行こう（ムービープラス）
- COOL JAPAN〜発掘!かっこいいニッポン〜（NHK BS1→NHK BS）
- クローズアップ現代（NHK総合）（2022年4月6日 - ）
- 月曜の蛙大海を知る（TBS）（2022年10月24日 - ）

過去
- ズームイン!!SUPER（日本テレビ）
- スポーツうるぐす（日本テレビ）
- すぽると!※月・金　月〜金の1週間連続企画コーナー他（フジテレビ）
- 土曜LIVE ワッツ!?ニッポン（フジテレビ）
- ウォッ!チャ（フジテレビ）
- エクスプレス（TBS）
- おはよう!グッデイ（TBS）
- 土曜一番!花やしき（フジテレビ）
- ディズニーパラダイス
- スーパーJチャンネル（テレビ朝日）※月曜特集2『ラッシャー板前の便利屋大将!』左記の映像再使用で昼のNews Accessでも放送。
- ビートたけしのTVタックル（テレビ朝日）※2009年11月30日、12月7日のみ
- FOOTBALL CX（フジテレビ）
- FNS ALLSTARS あっつい25時間テレビやっぱ楽しくなければテレビじゃないもん!内の企画「トリビアの温泉」（フジテレビ）
- 小さき勇者たち〜ガメラ〜ナビゲーションDVD「トトがガメラになった日」（ナレーション・ガメ太郎役）
- 失われた古代（ヒストリーチャンネル）
- マンガノゲンバ（NHK-BS2）
- STYLE BOOK（BS朝日）
- GET IN! ゴルフチャンネル
- スーパーモーニング（テレビ朝日）
- スポーツMAX
- 正義の味方
- V☆パラダイス☆
- ズームイン年末SP
- 徳光&中居の体育会系スポーツ大忘年会
- 感動地球スペシャル伝説の白きライオンを求めて〜アフリカ・国境なき動物の楽園〜
- お客様は神様かよっ!?本当にあった爆笑仰天クレーム40連発
- Naka’s AmbitionII 中村俊輔〜苦悩と信念〜
- さんま・福澤のホンマでっか!?ニュース（2007〜2009）
- 第45回新春かくし芸大会08史上最高白熱バトル!
- 超どうぶつ奇想天外！春の豪華版スペシャル
- 知力・体力・家族の絆 日本列島 大家族クイズ
- ファミ通ゲームチャンネル（EZチャンネル）
- ヴォイス放送直前!徹底解剖スペシャル （2009.1）
- ラスト・フレンズ（番組宣伝関係）
- わかるテレビ
- 旅する音楽（BSフジ）
- 鶴瓶のクイズジャパン
- 親孝行プレイ（オープニング）
- キングオブコント2008、2009、2010、2011、2012、2013、2014（VTRナレーション）
- ブロンクス ER 緊急救命室（ディスカバリーチャンネル）
- WALL・E/ウォーリー2009（DVD予告編ナレーション）
- 挑め!夢の地域ブランド 高校生食プロジェクト選手権（2009、NHK）
- 松岡修造の情熱チャージ 熱血!ホンキ応援団（2010年4月 - 8月）
- 日本史エピソダス（2010年10月1日、2011年1月8日）
- 激変!ミラクルチェンジ（2010年10月 - 2011年3月）
- 長い長い殺人（財布：ナレーション）
- 謎解き!戦国ツアー（2011年）
- エンジェル ウォーズ アニメーションショートムービー
- サイバーエージェントレディスゴルフトーナメント
- プレミア音楽祭2012（テレビ東京）
- 芸能特ダネゲッター!ワダマヨ社（テレビ東京）
- 日本語探Qバラエティ クイズ!それマジ!?ニッポン（フジテレビ、ロロノア・ゾロ役として）※2014年8月17日のみ
- カスペ!・世界を騒がせた大事件 ニュースの本人直撃SP（フジテレビ）
- 大人も知らない大人の事情（テレビ東京）
- MTG presents クリスティアーノ・ロナウドCR7マガジン（フジテレビ）
- MONDAY FOOTBALL R（フジテレビ）
- マサカメTV（NHK総合）
- アイ・アム・冒険少年（TBS）
- ビートたけしのTVタックル（テレビ朝日）
- いきなり!黄金伝説。（テレビ朝日）※無人島企画 等一部コーナー
- オール芸人お笑い謝肉祭’16秋（TBS）
- ディズニー・ライブ!!スッキリ!!特別編もっと楽しむためのトビラ開けちゃうぞSP（日本テレビ）
- 最強スポーツ男子頂上決戦Ⅸ（TBS）
- 世界が騒然!本当にあった㊙ミステリー（テレビ東京）
  - 世界が騒然!本当にあった㊙衝撃ファイル（テレビ東京）
- 日曜ビッグバラエティ（テレビ東京）
  - 真っ二つ!! 素晴らしき萌え断ワールド（2018年3月18日）
  - 凄技☆クラフトマン（2020年1月19日）
- LIFE WITH FOOTBALL（2019年3月26日・6月3日、フジテレビ）
- 土曜スペシャル（テレビ東京）
  - 支払い、スマホでできますか?（2020年2月22日）
  - ザキヤマの街道歩き旅
    - 第8弾（2024年1月27日）
    - 第9弾（2024年4月27日）
- パナソニックオープンレディースゴルフトーナメント特別編（2020年5月2日・3日、テレビ東京）
- 有吉弘行のダレトク!?（フジテレビ）
- こんなところにあるあるが。土曜・あるある晩餐会（テレビ朝日）
- 爆報! THE フライデー（TBS）
- 東京2020オリンピック（フジテレビ）※一部競技
- 池上彰の経済"新"辞典（2022年11月20日、テレビ東京）
- ゴッドタン 芸人マジ歌選手権SP（2024年1月1日、テレビ東京）
- 沈没船クエスト（2024年4月20日・6月1日、NHK BS）

### CM
- テクモ「Jリーグサッカー 実況サバイバルリーグ」（TV）'99
- 日清食品「日清の小麦麺職人 黒職人篇」（TV）'00
- バンダイ 「機動戦士ガンダムVol.1 -サイド7-」（TV）'01
- 日産「キューブ 誘い篇3パターン」（TV）'02
- スパイク「侍道2」（TV）'03
- Blue（ブルー）2ndアルバム『ONE LOVE』'03
- クイーンアルバム『ジュエルズ』（TV）'04
- 東レ「TOREX　エントラント篇」（TV）'05
- 東レ「TOREX　エクセーヌ篇」（TV）'05
- 東レ「TOREX　フィールドセンサー篇」（TV）'05
- 映画「深紅」宣伝CM（TV）'05
- カルビー「ポテトチップス」（TV）
- アトラス「ペルソナ3「影時間始まる篇、カウントリーダー篇」」'06
- 東芝EMI「クラシックCD「やすらぎ」」（TV）
- 西原物産（TV）
- ヒューストン アルバム『It's Already Written』（TV）
- UCC上島珈琲「缶コーヒー」（TV）
- ONE OK ROCKシングル『努努-ゆめゆめ-』（TV）'07
- 新世紀エヴァンゲリオン「DVDセット」（TV）
- バンダイナムコゲームス「ガンダム無双2」Xbox 360用（TV）'08
- INAX「CL-SATIS」（TV）'09
- 伊藤園「MINERAL SPARKIES しゅわしゅわ篇」'09
- 伊藤園「W Coffee ブラック しみるね篇」'09
- 宮城県知事選挙宣伝CM（戦国BASARA　伊達政宗役）'09
- 鋼の錬金術師 FULLMETAL ALCHEMIST キャラクターソングCM '09
- 第一三共ヘルスケアカコナール、ルル、プレコール、エージーノーズ・アイズ、オイラックス、カロヤン、パテックスなど他多数。
- Meiji Seika ファルマ株式会社「除草剤 ザクサ液剤」（TV）'11
- 日清食品「カップヌードル『HUNGRY DAYS ワンピース ゾロ』」（2019年、ゾロ[284]）
- 明治ザバス（2021年、筋肉の声[285]）
- MOTA ラジオCM（2022年[286]）

### テレビドラマ
- 大河ドラマ べらぼう〜蔦重栄華乃夢噺〜 第7回（2025年、岩戸屋源八[287]）

### 舞台
- 劇団大富豪特別公演 「Cage.」（2010年3月24日‐28日、中野ザ・ポケット）声の出演
- 世界文化遺産 下鴨神社 朗読劇「鴨の音 第四夜 恋詠歌林」（2023年10月21日 - 22日、下鴨神社）[288]
- 世界文化遺産 下鴨神社 朗読劇「鴨の音 第五夜」（2024年10月26日 - 27日、下鴨神社）[289]
- 朗読劇「タチヨミ-最終巻-」（2025年6月14日、本多劇場）[290]

### パチンコ・パチスロ
- アフロのモンチ」（モンチ）
- 鬼浜爆走紅蓮隊〜爆音烈士編〜（キョウスケ）
- CRサムライチャンプルーシリーズ（ムゲン）
- 戦国BASARA2（伊達政宗）
- CR元禄義人伝浪漫（浪漫）
- CR真・北斗無双（アイン）
- CR仮面ライダー フルスロットル（仮面ライダーV3）
- 仮面ライダー轟音」（仮面ライダーV3）
- 北斗の拳 新伝説創造（2017年、紅光の将ビジャマ）

### 携帯コンテンツ
- 5人の恋プリンス〜ヒミツの契約結婚〜（二階堂希[291]）
- 最悪の瞬間、最愛の君に…〜Dangerous Wedding〜（園山将矢）
- 幕末志士の恋愛事情（土方歳三[292]）
- 鬼灯〜ほおずき〜 二藍の刻にひそむ妖（竜尊）

### その他
- New Space Order（フラッシュノベル -Link of Life- 主人公　ユウ・サイトウ役）
- 7日間で人生を変えよう（付属CDナレーション）
- 45分で強い自分になろう（7日間で人生を変えようの続編・付属CDナレーション）他ポール・マッケンナ著書の付属CDナレーション
- 怪談レストラン（声の出演・マヨイガ役）
- ベネッセコーポレーション 進研ゼミ小学講座「チャレンジ4年生」（ジュンペー〈稲城淳平〉）
- 原画と朗読で綴るサイボーグ009の世界 〜海底ピラミッドの謎を追え!〜（004 / アルベルト・ハインリヒ）
- サンリオピューロランド内「夢のタイムマシン」上映 「ONE PIECE 3D 激走!トラップコースター」（ロロノア・ゾロ）
- 「ぱちすろ黄門ちゃま〜光れ!正義の印籠編〜」（弥七役、討伐BONUS中のナレーション）
- うちの弟どもがすみません ボイスコミック（2021年、父）※コミックス第4巻購入特典URLページ、別冊マーガレット2021年7月付録URLカード[293]
- アンチヒーロー 第1話（2024年4月14日、TBS） - 検証用音声[294]
- 燈の守り人～幻想夜話～（ボイスドラマ、2024年、神威岬灯台[295]）
- 燈の守り人 灯台音声ガイド 北海道積丹町 神威岬灯台（音声ガイド、2025年、ナビゲーター[296]）